# Schillingstedt
Schillingstedt település Németországban, azon belül Türingiában.  Schillingstedt Sömmerda községgel határos.

## Népesség
A település népességének változása: